# Napalm

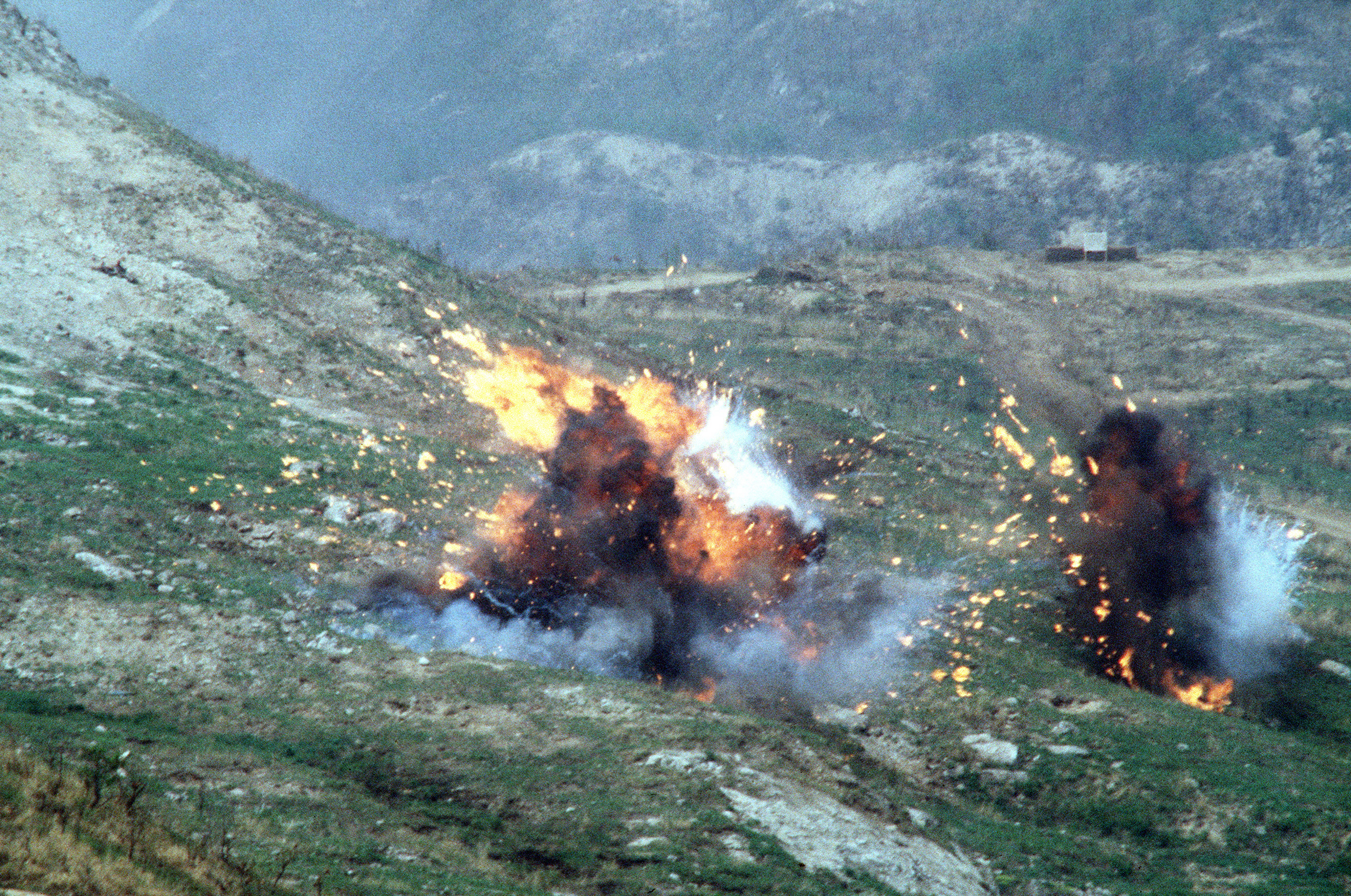
Napalmfällning över ett skjutfält i Sydkorea 1984. På bilden syns hur brinnande klumpar med napalm sprids från nedslagsplatsen.

Napalm är ett generiskt namn på oljebrandämnen som förtjockats till klibbig gelé som används i brandvapen såsom eldsprutor, eldkastare och brandbomber från år 1942 och framåt. Namnet är ett teleskopord av amerikansk härkomst byggt på två av beståndsdelarna i de ursprungliga förtjocknings- och gelningsmedlen som användes vid framställning av napalm: samutfälld nafteniskt och palmitiniskt aluminiumsalt.
Ursprungligen var det förtjockad bensin, men runt Vietnamkriget kom napalm B bestående av polystyren löst i en blandning av bensen och bensin. Blandningen har fördelen att vara betydligt mindre lättantändlig, och låter sig inte antändas med till exempel en cigarettändare. Normalt används termit som tändmedel.

## Utveckling
I maj 1941 uppmärksammade Louis Fieser, en kemi-professor vid Harvard då knuten till B-divisionen av National Defence Research Committee, en industriolycka vid DuPonts anläggning för tillverkning av divinylacetylen då ämnet förvandlats till en brandfarlig gel i kontakt med luften.  I oktober hade ett projekt startats för att utveckla ett "klisterbensin". Intensiva experiment gjordes, och redan 27 november beställdes 10 000 bomber av armén med en blandning av bensin, gummi och krut som brännsats.
Den 7 december 1941 omintetgjordes tillverkningen av den hastigt uppkomna bristen på naturgummi efter Japans inträde i kriget. Detta fick forskningschefen för Chemical Weapons Service, Maurice Eugene Barker, att utfärda en direkt order om att finna ett alternativ som skulle uppfylla en diger kravlista. De viktigaste punkterna var att den nya blandningen skulle vara billig, kunna tillverkas av lättillgängliga råvaror och färdigställas i fält. Dessutom måste brännsatsen kunna lagras länge och tåla temperaturer från iskalla bombrum i högtflygande plan till heta depåer i tropikerna och fortfarande behålla sin klistrighet. Att ersätta naturgummit med olika syntetiska gummin misslyckades fullständigt, men efter förslag från forskare vid konsultföretaget Arthur D. Little provades nafteniskt aluminiumsalt. Resultatet tillfredsställde inte CWS specifikation, men var såpass mycket bättre än allt som dittills provats att vidareutveckling verkade lovande. Parallellt hade experiment med "palmitinsyra" från Metasap Chemical Company gett vissa framgångar, och när fem procent vardera av de bägge tillsatserna kombinerades med en procent sågspån och 89% bensin hade den optimala blandningen uppnåtts. Denna kom att kallas napalm genom en hopslagning av naften och palmitin.
För att kunna blanda till napalm i fält övergick man från de vanliga flytande nafteniska aluminiumsalterna till ett i pulverform som utvecklats och tillverkades av Nuodex products. Den färdiga produkten var brun och grovkornig, varför den kom att kallas "eldrom" (fire roe) av de soldater som i fält rörde ned cirka 12% i bensin och lät stå några timmar tills den rätta konsistensen av kletig gelé bildats. Snart skulle det dock visa sig att den enda "palmitin" som fungerade var just den från Metasap Chemical Company, och efter förfrågan visade sig att företaget inte alls använt palmitinsyra som bas, utan laurinsyra. Då var napalm redan en inarbetad beteckning, och försöken att korrigera namnet till "nalaur" gavs upp tämligen omgående. En konkurrerande blandning från DuPont vann visserligen kontraktet, men drogs tillbaka när det visade sig att den inte var lagringsbeständig varför Fiesers blandning i slutändan blev standard.

## Användning som stridsmedel
Napalm användes såväl mot civila som militära mål i Tyskland och Japan under Andra världskriget. Under Koreakriget använde USA 32 557 ton napalm, under Vietnamkriget använde USA 373 000 ton napalm. Företaget Dow Chemical var den huvudsakliga leverantören av stridsmedlet.

### Napalmbomb
Under andra världskriget användes napalmbomber i storlekar mellan 300 och 600 kg. Vid tiden för Vietnamkriget bestod de av ett spolformat hölje, innehållande 300–400 kilogram napalm. Vid nedslag sprids napalmen och täcker ett droppformat område som är cirka 150 meter långt och 40 meter brett.

## Laglighet
För en bred allmänhet blev effekterna av napalm kända genom fotot på Kim Phúc och andra napalmskadade barn i byn Trang Bang 1972, som AP-fotografen Nick Út tog. Fotot på henne stärkte fredsrörelsen under Vietnamkriget och ledde till en omfattande bojkott av Dow.
Napalm mot militära mål är inte förbjuden i folkrätten. Användning av napalm är förbjuden mot civila och mot militära mål i närheten av civil befolkning, enligt FN:s Convention on Certain Conventional Weapons från 1980, som ger civilbefolkningen ett utökat skydd.